# Top Volley 2019-2020
Questa voce raccoglie le informazioni riguardanti la Top Volley nelle competizioni ufficiali della stagione 2019-2020.

## Organigramma societario
Area direttiva
- Presidente: Gianrio Falivene
- Presidente onorario: Massimiliano Marini
- Vicepresidente: Franco Grottoli
- Amministrazione: Bruno Monteferri, Valentina Amore
- Team manager: Bartolomeo Cappa
- Direttore sportivo: Candido Grande
- Addetto agli arbitri: Mauro Petrolini
- Logistica: Michael Di Capua, Massimo Falcinelli

Area tecnica
- Allenatore: Lorenzo Tubertini
- Allenatore in seconda: Andrea Pozzi
- Scout man: Maurizio Cibba

Area comunicazione
- Ufficio stampa: Giuseppe Baratta
- Area comunicazione: Luigi Goldner, Giuseppe Baratta
- Webmaster: Giorgio Rubiu
- Fotografo: Paola Libralato
- Grafica e sviluppo: Danilo Cirelli
- Speaker: Giuseppe Baratta

Area marketing
- Ufficio marketing: Luigi Goldner, Giuseppe Barra
- Biglietteria: Marina Cacciapuoti, Patrizia Cacciapuoti

Area sanitaria
- Medico: Francesco Giuseppe Potestio, Amedeo Verri
- Preparatore atletico: Andrea Pozzi
- Fisioterapista: Valeria Diviziani, Elio Paoloni
- Ortopedico: Gianluca Martini
- Osteopata: Italo Napoleoni
- Podologo: Alessandro Russo
- Radiologo: Francesco Sciuto
- Psicologo: Elena Di Chiara
- Nutrizionista: Salvatore Battisti

## Rosa
| N° | Nome                 | Ruolo | Data di nascita  | Nazionalità sportiva |
| -- | -------------------- | ----- | ---------------- | -------------------- |
| 1  | Milan Peslać         | P     | 14 marzo 1998    | Italia               |
| 2  | Arthur Szwarc        | C     | 30 marzo 1995    | Canada               |
| 3  | Domenico Cavaccini   | L     | 13 marzo 1987    | Italia               |
| 4  | Maarten van Garderen | S     | 24 gennaio 1994  | Paesi Bassi          |
| 5  | Daniele Sottile      | P     | 17 agosto 1979   | Italia               |
| 7  | Luca Rossato         | S     | 27 gennaio 2001  | Italia               |
| 9  | Jean Patry           | O     | 27 dicembre 1996 | Francia              |
| 10 | Moritz Karlitzek     | S     | 12 agosto 1996   | Germania             |
| 12 | Alberto Elia         | C     | 12 agosto 1985   | Italia               |
| 13 | Andrea Rossi         | C     | 14 febbraio 1989 | Italia               |
| 14 | Samuel Onwuelo       | O     | 18 aprile 1997   | Italia               |
| 15 | Andrea Rondoni       | L     | 16 marzo 1999    | Italia               |
| 18 | Ezequiel Palacios    | S     | 2 ottobre 1992   | Argentina            |

## Mercato
| Acquisti | Acquisti             | Acquisti          | Acquisti   |
| R.       | Nome                 | da                | Modalità   |
| -------- | -------------------- | ----------------- | ---------- |
| L        | Domenico Cavaccini   | New Mater         | definitivo |
| C        | Alberto Elia         | Porto Robur Costa | definitivo |
| S        | Moritz Karlitzek     | Rüsselsheim       | definitivo |
| O        | Samuel Onwuelo       | Alessano          | definitivo |
| O        | Jean Patry           | Montpellier       | definitivo |
| P        | Milan Peslać         | Tuscania          | definitivo |
| L        | Andrea Rondoni       | giovanili         | definitivo |
| S        | Luca Rossato         | giovanili         | definitivo |
| C        | Arthur Szwarc        | Arago de Sète     | definitivo |
| S        | Maarten van Garderen | Trentino          | definitivo |

| Cessioni | Cessioni          | Cessioni      | Cessioni   |
| R.       | Nome              | a             | Modalità   |
| -------- | ----------------- | ------------- | ---------- |
| C        | Rocco Barone      | Peimar        | definitivo |
| L        | Louis Caccioppola | ?             | definitivo |
| O        | Filip Gavenda     | Teruel        | definitivo |
| C        | Carmelo Gitto     | Emma Villas   | definitivo |
| S        | Swan N'Gapeth     | Callipo       | definitivo |
| S        | Simone Parodi     | ZAKSA         | definitivo |
| P        | Huang Pei-hung    | Almería       | definitivo |
| L        | Facundo Santucci  | Rennes        | definitivo |
| O        | Tonček Štern      | Al-Arabi      | definitivo |
| S        | Žiga Štern        | Foinikas Syro | definitivo |

## Risultati

### Superlega

#### Girone di andata
| 1ª giornata - 20 ottobre 2019 Palazzetto dello Sport, Cisterna di Latina   | Top Volley Latina  | 2 - 3 | Sir Safety Perugia | 27-29, 29-27, 22-25, 25-18, 14-16 |
| 3ª giornata - 7 novembre 2019 PalaCivitanova, Civitanova Marche            | Lube               | 3 - 1 | Top Volley Latina  | 28-26, 25-15, 23-25, 25-23        |
| 4ª giornata - 10 novembre 2019 Palazzetto dello Sport, Cisterna di Latina  | Top Volley Latina  | 3 - 2 | Milano             | 18-25, 25-23, 19-25, 25-15, 15-11 |
| 5ª giornata - 13 novembre 2019 PalaPanini, Modena                          | Modena             | 3 - 0 | Top Volley Latina  | 25-22, 25-14, 28-26               |
| 6ª giornata - 17 novembre 2019 Palazzetto dello Sport, Cisterna di Latina  | Top Volley Latina  | 0 - 3 | Porto Robur Costa  | 20-25, 23-25, 17-25               |
| 7ª giornata - 20 novembre 2019 PalaCoccia, Veroli                          | Argos              | 1 - 3 | Top Volley Latina  | 20-25, 22-25, 25-23, 23-25        |
| 8ª giornata - 23 novembre 2019 PalaSanLazzaro, Padova                      | Padova             | 3 - 1 | Top Volley Latina  | 25-20, 25-15, 18-25, 25-22        |
| 9ª giornata - 27 novembre 2019 Palazzetto dello Sport, Cisterna di Latina  | Top Volley Latina  | 1 - 3 | Trentino           | 26-28, 18-25, 25-19, 22-25        |
| 10ª giornata - 1º dicembre 2019 PalaOlimpia, Verona                        | BluVolley Verona   | 3 - 1 | Top Volley Latina  | 25-23, 15-25, 25-14, 25-20        |
| 11ª giornata - 8 dicembre 2019 Palazzetto dello Sport, Cisterna di Latina  | Top Volley Latina  | 2 - 3 | Callipo            | 22-25, 26-28, 25-18, 25-23, 15-17 |
| 12ª giornata - 15 dicembre 2019 PalaLido, Milano                           | Powervolley Milano | 3 - 1 | Top Volley Latina  | 25-18, 24-26, 25-17, 25-22        |
| 13ª giornata - 22 dicembre 2019 Palazzetto dello Sport, Cisterna di Latina | Top Volley Latina  | 3 - 2 | You Energy         | 25-22, 21-25, 19-25, 25-18, 15-8  |

#### Girone di ritorno
| 14ª giornata - 26 dicembre 2019 PalaEvangelisti, Perugia                   | Sir Safety Perugia | 3 - 1 | Top Volley Latina  | 24-26, 25-17, 25-21, 25-22        |
| 16ª giornata - 19 gennaio 2020 Palazzetto dello Sport, Cisterna di Latina  | Top Volley Latina  | 1 - 3 | Lube               | 25-23, 19-25, 17-25, 22-25        |
| 17ª giornata - 25 gennaio 2020 Palazzetto dello Sport, Monza               | Milano             | 3 - 1 | Top Volley Latina  | 22-25, 25-19, 25-17, 25-21        |
| 18ª giornata - 2 febbraio 2020 Palazzetto dello Sport, Cisterna di Latina  | Top Volley Latina  | 1 - 3 | Modena             | 23-25, 28-26, 13-25, 20-25        |
| 19ª giornata - 5 febbraio 2020 PalaDeAndré, Ravenna                        | Porto Robur Costa  | 3 - 1 | Top Volley Latina  | 25-23, 19-25, 25-23, 25-15        |
| 20ª giornata - 9 febbraio 2020 Palazzetto dello Sport, Cisterna di Latina  | Top Volley Latina  | 3 - 1 | Argos              | 25-15, 25-23, 24-26, 25-18        |
| 21ª giornata - 16 febbraio 2020 Palazzetto dello Sport, Cisterna di Latina | Top Volley Latina  | 3 - 0 | Padova             | 25-18, 27-25, 28-26               |
| 22ª giornata - 18 marzo 2020 PalaTrento, Trento                            | Trentino           | -     | Top Volley Latina  | annullata                         |
| 23ª giornata - 7 marzo 2020 Palazzetto dello Sport, Cisterna di Latina     | Top Volley Latina  | 2 - 3 | BluVolley Verona   | 22-25, 25-23, 27-25, 20-25, 12-15 |
| 24ª giornata - 14 marzo 2020 PalaMaiata, Vibo Valentia                     | Callipo            | -     | Top Volley Latina  | annullata                         |
| 25ª giornata - 22 marzo 2020 Palazzetto dello Sport, Cisterna di Latina    | Top Volley Latina  | -     | Powervolley Milano | annullata                         |
| 26ª giornata - 29 marzo 2020 PalaBanca, Piacenza                           | You Energy         | -     | Top Volley Latina  | annullata                         |

## Statistiche

### Statistiche di squadra
| Competizione | Punti | In casa | In casa | In casa | In trasferta | In trasferta | In trasferta | Totale | Totale | Totale |
| Competizione | Punti | G       | V       | P       | G            | V            | P            | G      | V      | P      |
| ------------ | ----- | ------- | ------- | ------- | ------------ | ------------ | ------------ | ------ | ------ | ------ |
| Superlega    | 16    | 11      | 4       | 7       | 9            | 1            | 8            | 20     | 5      | 15     |
| Totale       | -     | 11      | 4       | 7       | 9            | 1            | 8            | 20     | 5      | 15     |

G = partite giocate; V = partite vinte; P = partite perse